# Daniel Sommer (Politiker)

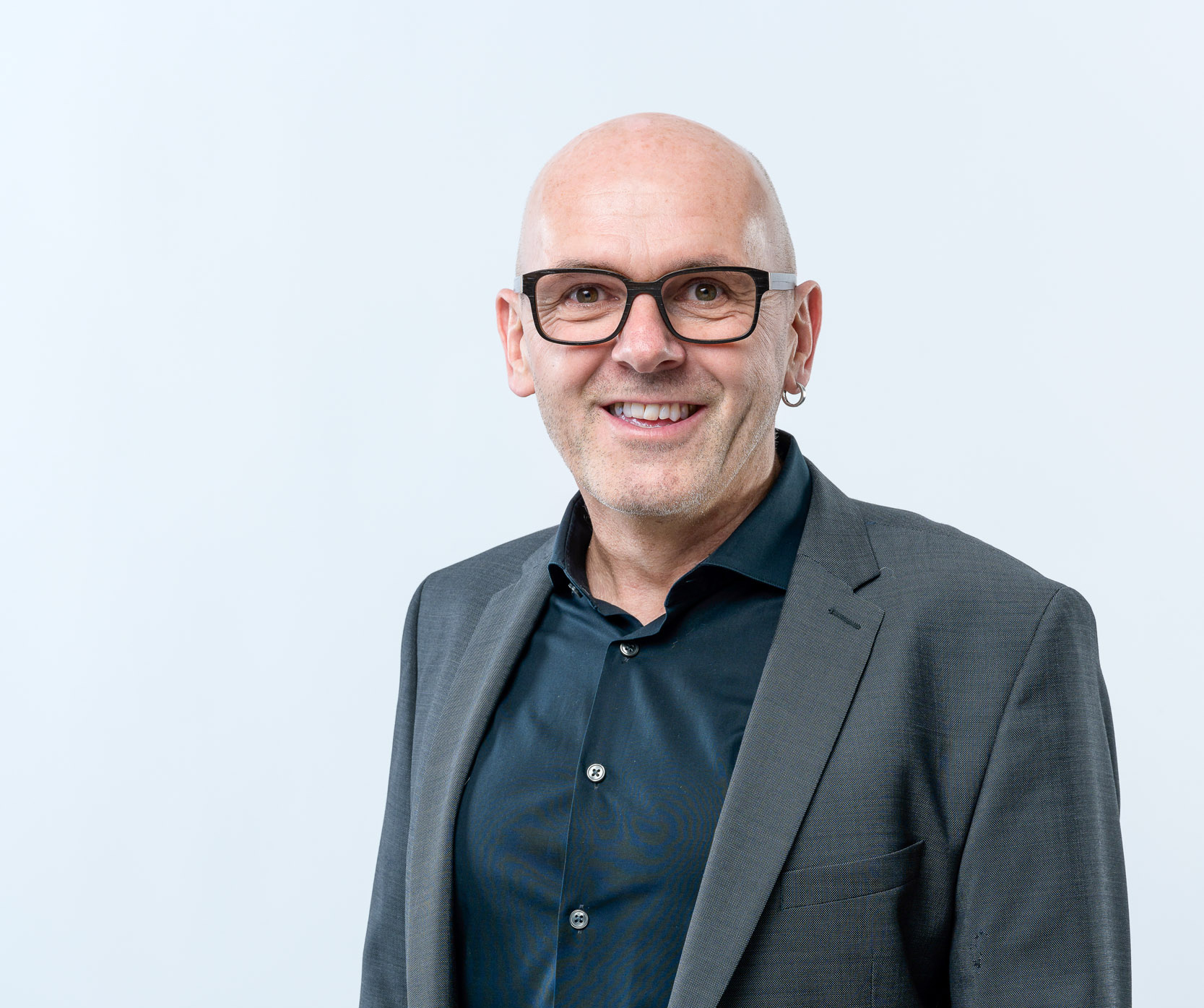
Daniel Sommer (2022)

Daniel Sommer (* 1964 in Affoltern am Albis) ist ein Schweizer Politiker (EVP) aus Affoltern am Albis und seit 2015 Mitglied des Zürcher Kantonsrats für den Bezirk Affoltern.

## Ausbildung und Beruf
Sommer schloss eine Berufslehre zum Möbelschreiner EFZ ab. Später machte er eine Zweitausbildung zum Dipl. Sozialpädagogen und machte ein Nachdiplomstudium Mittleres Kader im Sozialbereich.
Seit 1998 ist Sommer selbständiger Schreiner und Inhaber einer Schreinerei in Rifferswil.

## Politik
Daniel Sommer ist seit 2015 Mitglied des Zürcher Kantonsrates. Bei den Kantonsratswahlen 2015 gewann er für die EVP den 2011 verlorenen Sitz im Bezirk Affoltern zurück. Bei den Kantonsratswahlen 2019 wurde Sommer deutlich wiedergewählt und wurde mit den meisten Panaschierstimmen (Stimmen auf listenfremden Wahlzetteln) im Kanton sogenannter «Panaschierkönig». Diesen Erfolg konnte er bei den Kantonsratswahlen 2023 wiederholen.
Im Kantonsrat ist Daniel Sommer seit 2019 Mitglied der Kommission für Energie, Verkehr und Umwelt. Sommer engagierte sich 2021 im Abstimmungskampf für das neue Zürcher Energiegesetz, welches das Stimmvolk am 28. November 2021 annahm, und im Jahr 2022 als Co-Präsident des Ja-Komitees für einen neuen Artikel zum Klimaschutz in der Zürcher Verfassung.
In der Stadt Affoltern am Albis setzt sich Sommer für den Erhalt des Spital Affoltern ein. Sommer ist Vize-Präsident des Vereins «Ja zum Spital Bezirk Affoltern».

## Sonstige Ämter
Seit 2021 ist Sommer Präsident des Vereins «Zürich Erneuerbar», welcher sich für die Förderung von erneuerbaren Energien im Kanton Zürich einsetzt.
Daniel Sommer ist Vize-Präsident des Vereins «IG öV Zürich», der kantonalen Sektion der «IGöV Schweiz» (Interessengemeinschaft öffentlicher Verkehr), welcher sich punktuell zu kantonalen Abstimmungen mit Bezug zum öffentlichen Verkehr äussert.